# Чернокрак лангур дук
Чернокрак лангур дук (Pygathrix nigripes) е вид бозайник от семейство Коткоподобни маймуни (Cercopithecidae). Видът е застрашен от изчезване.

## Разпространение и местообитание
Разпространен е във Виетнам и Камбоджа.